# Dana Brunetti
Dana Brunetti (Covington, 11 giugno 1973) è un produttore cinematografico statunitense, presidente della Trigger Street Productions, casa di produzione fondata con l'attore Kevin Spacey.

## Filmografia

### Cinema
- Uncle Jack, regia di Matthew Ginsburg (2002)
- Tiggerstret.com (2004)
- Beyond the Sea, regia di Kevin Spacey (2004)
- The Sasquatch Gang, regia di Tim Skousen (2006)
- The Good Student, regia di David Ostry (2006)
- La prima volta di Niky, regia di Nick Guthe (2006)
- Bernard & Doris - Complici amici, regia di Bob Balaban (2006)
- Columbus Day, regia di Charles Burnmeister (2008)
- 21, regia di Robert Luketik (2008)
- Shrink, regia di Jonas Pate (2008)
- Hackers Wanted, regia di Sam Bozzo (2009)
- Fanboys, regia di Kyle Newman (2009)
- The Social Network, regia di David Fincher (2010)
- Professione inventore, regia di Trent Cooper (2010)
- Il gioco dei soldi (Casino Jack), regia di George Hickenlooper (2010)
- Shakespeare High, regia di Alex Rotaru (2010)
- Inseparable, regia di Dayyan Eng (2011)
- The Ventriloquist, regia di Benjamin Leavitt (2011)
- Spirit of a Denture, regia di Alan Shelley (2011)
- Safe, regia di Boaz Yakin (2012)
- Envelope, regia di Aleksey Nuzhny   (2012)
- The Smile Man, regia di Anton Lanshakov (2012)
- Saving Norman, regia di Hanneke Schutte (2013)
- Love's Routine, regia di Shirlyng Wong (2013)
- Captain Phillips - Attacco in mare aperto, regia di Paul Greengrass (2013)
- The Mundane Goodess, regia di Henco J. (2014)
- The Gift, regia di Ivan Petukhov (2014)
- Jump, regia di Jessica Valentine (2014)
- The Mascot, regia di Mark Middlewick (2014)
- The Library Boock, regia di Travis Calvert (2015)
- Cinquanta sfumature di grigio, regia di Sam Taylor-Johnson (2015)
- Boredom, regia di Stephan Tempier (2015)
- Cinquanta sfumature di nero (Fifty Shades Darker), regia di James Foley (2017)
- Cinquanta sfumature di rosso (Fifty Shades Freed), regia di James Foley (2018)
- Gran Turismo - La storia di un sogno impossibile (Gran Turismo), regia di Neill Blomkamp (2023)

### Televisione
- America Rebuilds: A Year at Ground Zero – film TV (2002)
- Race for the White House – miniserie TV (2016)
- House of Cards - Gli intrighi del potere (House of Cards) – serie TV, 73 episodi (2013-2018)
- Jett - Professione ladra (Jett) – serie TV, 9 episodi (2019)